# Milan Šega
Milan Šega, slovenski mladinski pisatelj in publicist, * 9. februar 1915, Ljubljana, † 21. april 1998, Ljubljana.

## Življenje
Po gimnaziji v Mariboru in Ljubljani je študiral slavistiko na Filozofski fakulteti v Ljubljani. Študij je končal leta 1939. Nekaj časa je služboval kot profesor na gimnaziji v Ljubljani. Zaradi sodelovanja z OF je bil leta 1942 aretiran. Med drugo svetovno vojno je bil v italijanskih zaporih, od koder je uspel pobegniti. Po kapitulaciji Italije je bil pri italijanskih partizanih, tik pred osvoboditvijo pa se je vrnil v Ljubljano. Po vojni se je zopet posvetil poučevanju, poleg tega pa je bil še upravnik Slovanske knjižnice in urednik revije Tovariš, nato pa še urednik založbe Delo.
Začel je s poezijo, pozneje pa se je posvetil prozi. Zdaj piše pretežno kratko pripovedno prozo, predvsem novele. Veliko je napisal za mladino.
Leta 1964 je bil poleg Ivana Minattija in Gregorja Strniše dobitnik nagrad Prešernovega sklada za književnost za zbirko novel Deček s piščalko. Prejel je tudi novinarsko nagrado leta 1957 in leta 1971 pa je prejel Tomšičevo nagrado.
Tudi njegov brat Drago Šega je bil književnik (kritik, esejist, urednik).

## Delo
Njegova dela so notranje uravnotežena in jezikovno izbrana. V njig se kaže izrazito zanimanje za človekovo notranjost in dejanje. Zanima se za posameznika in njegove notranje stiske in težave. Novele so največkrat napisane v prvi osebi, pisatelj je oseba, ki ni vsevedna. Njegovi junaki so moralno pogumni, znajo se zoperstaviti. 
Velikokrat je meja med resničnostjo in sanjami, med vizijami in realnostjo nejasna. Ponekod se pokaže tudi občutljivost za moralna vprašanja, a o tem ne razprevlja na široko. Dela so včasih satirična.